# Josef Brumberger
Josef Brumberger (* 27. Mai 1890 in Leibelbach, heute Herrieden; † 31. August 1971 ebenda) war ein deutscher Politiker der CSU.

## Leben und Beruf
Brumberger besuchte die Volksschule und betätigte sich im landwirtschaftlichen Betrieb seiner Eltern. Seine Tätigkeit als Soldat im Ersten Weltkrieg musste er 1915 aufgrund einer schweren Verwundung beenden, nach seiner Heilung wurde er aus dem Heer entlassen. 1918 übernahm er den Betrieb seiner Eltern. Zweimal wurde er verhaftet: Das erste Mal 1933, im Zuge der Machtergreifung, dann noch einmal 1944, im Zusammenhang mit dem Attentat auf Adolf Hitler. Nach dem Krieg wurde er Bezirksobmann des soeben gegründeten Kreisverbandes im Bayerischen Bauernverband, daneben gehörte er der mittelfränkischen Kreisbauernkammer an.
Brumberger war seit 1919 verheiratet und hatte vier Kinder.

## Politik
1945 wurde Brumberger zum Bürgermeister der Gemeinde Lammelbach ernannt. 1946 gehörte er der Verfassunggebenden Landesversammlung an. Bei der Landtagswahl im selben Jahr verpasste er zunächst den Einzug in den Bayerischen Landtag. Am 3. April 1947 rückte er jedoch für Hermann Strathmann nach, welcher aus dem Landtag ausgeschlossen wurde. Zum 22. März 1949 erhielt dieser sein Mandat zurück, Brumberger schied aus. Am 1. Januar 1950 durfte er erneut nachrücken, diesmal für Adam Sühler. Mit dem Ende der Wahlperiode im November 1950 schied er endgültig aus dem Landtag aus.